# Tachir Durdyjew
Tachir Biaszymowicz Durdyjew (ros. Тахи́р Бяши́мович Дурды́ев, ur. 12 marca 1937) – radziecki i rosyjski dyplomata.
W 1959 ukończył Moskiewski Uniwersytet Państwowy, a w 1974 Wyższą Szkołę Dyplomatyczną Ministerstwa Spraw Zagranicznych ZSRR, od stycznia 1964 do stycznia 1971 był I sekretarzem KC Komsomołu Turkmenistanu, później pracował w dyplomacji. Był radcą Ambasady ZSRR na Kubie, zastępcą szefa Zarządu MSZ ZSRR/Rosji, od 25 maja 1987 do marca 1991 ambasadorem nadzwyczajnym i pełnomocnym ZSRR w Boliwii, a od 1995 do 5 maja 1999 ambasadorem nadzwyczajnym i pełnomocnym Rosji w Gujanie i jednocześnie w Trynidadzie i Tobago, następnie przeszedł na emeryturę.